# Cimitero di San Cataldo
Il cimitero di San Cataldo è un cimitero situato nel sobborgo di San Cataldo, nella periferia urbana del quartiere Madonnina di Modena, in Emilia-Romagna, in prossimità dell'uscita 12 San Cataldo - Ponte Alto - Madonnina della tangenziale di Modena.
Il complesso architettonico è suddiviso in tre parti:

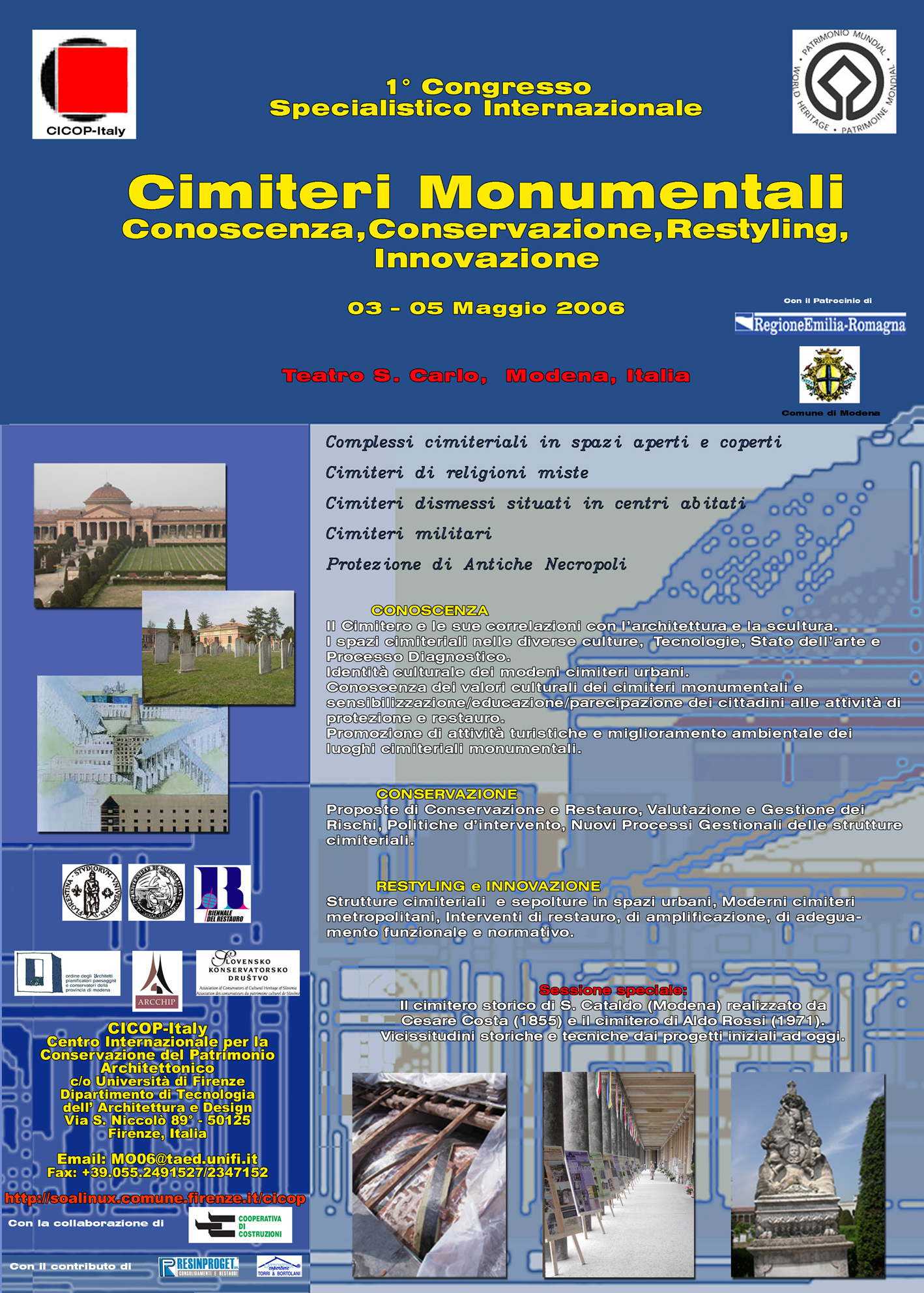
Poster congresso sui cimiteri monumentali tenutosi a Modena nel 2006, con esposto il progetto del Restauro del Cimitero dopo il terremoto del 1997 (progetto Nina Avramidou)

- Poster congresso sui cimiteri monumentali tenutosi a Modena nel 2006, con esposto il progetto del Restauro del Cimitero dopo il terremoto del 1997 (progetto Nina Avramidou)il cimitero storico, realizzato da Cesare Costa tra il 1858 e il 1876; restaurato e adeguato sismicamente dopo il terremoto del 1997 che ha colpito Umbria e Marche, da Nina Avramidou;
- il cimitero ebraico del 1903;
- il cimitero nuovo, progettato dall'architetto Aldo Rossi e Gianni Braghieri nel 1971 ed inaugurato nel 1984 (incompiuto).

All'esterno del cimitero vi è il santuario della Madonna del Murazzo, ricostruito alla fine del XIX secolo in forme gotiche-lombarde, con campanile ed ex-convento francescano di San Cataldo.

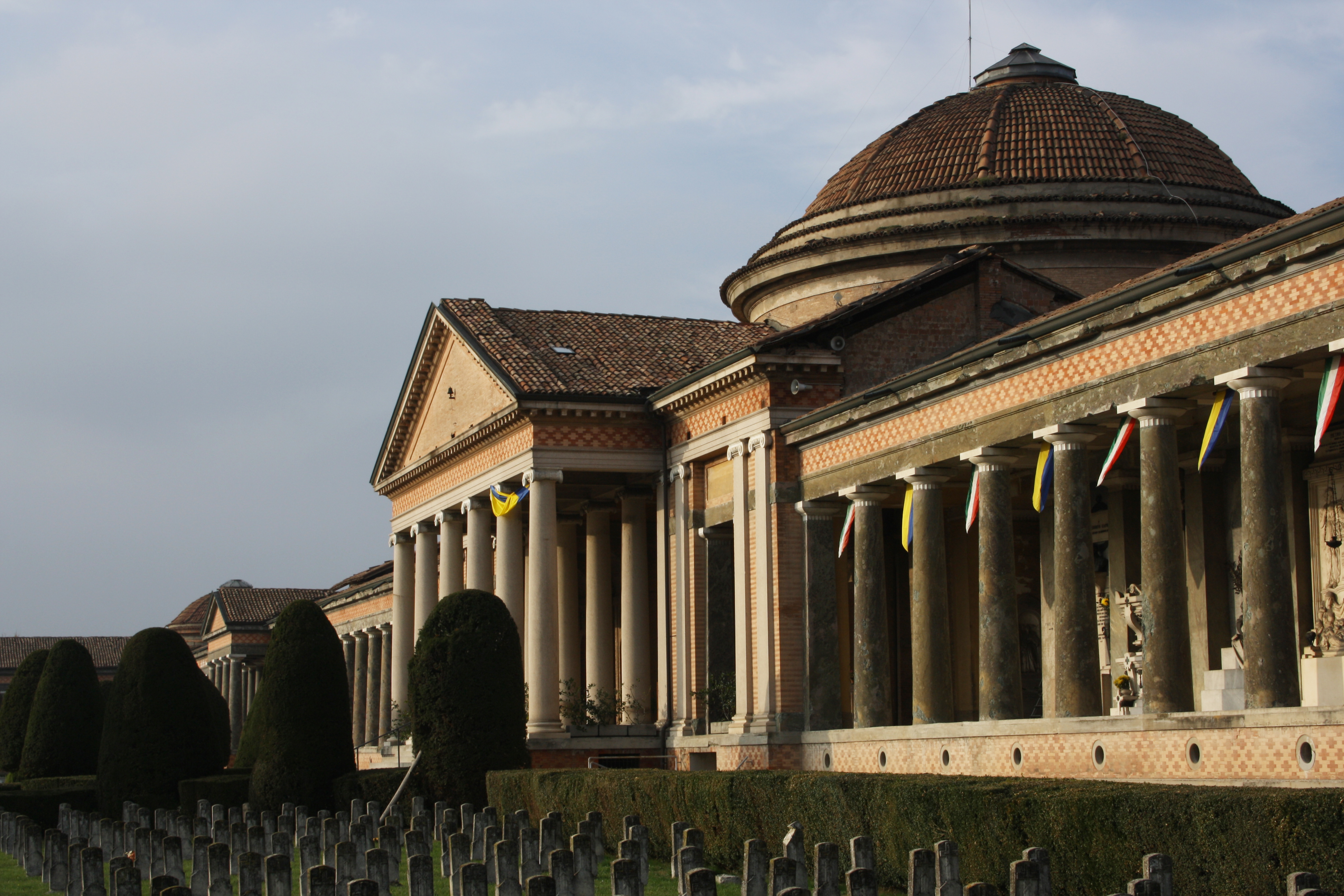
Cimitero storico

## Cimitero storico
Il cimitero storico è formato da un grande quadriportico a base rettangolare, di 272 metri per 180 metri, con lunghi corridoi e colonne doriche. Le facciate sono interrotte da architetture che richiamano i templi greci e grandi tombe di famiglia negli angoli. Il grande complesso trasmette una sensazione di solenne ordine.
Nell'ingresso principale è situato il mausoleo-sacrario dei caduti nella lotta di liberazione nella seconda guerra mondiale, al centro del quale è installata la scultura Una battaglia: per i partigiani realizzata nel 1971 da Arnaldo Pomodoro.

## Tombe Monumentali, Famedio

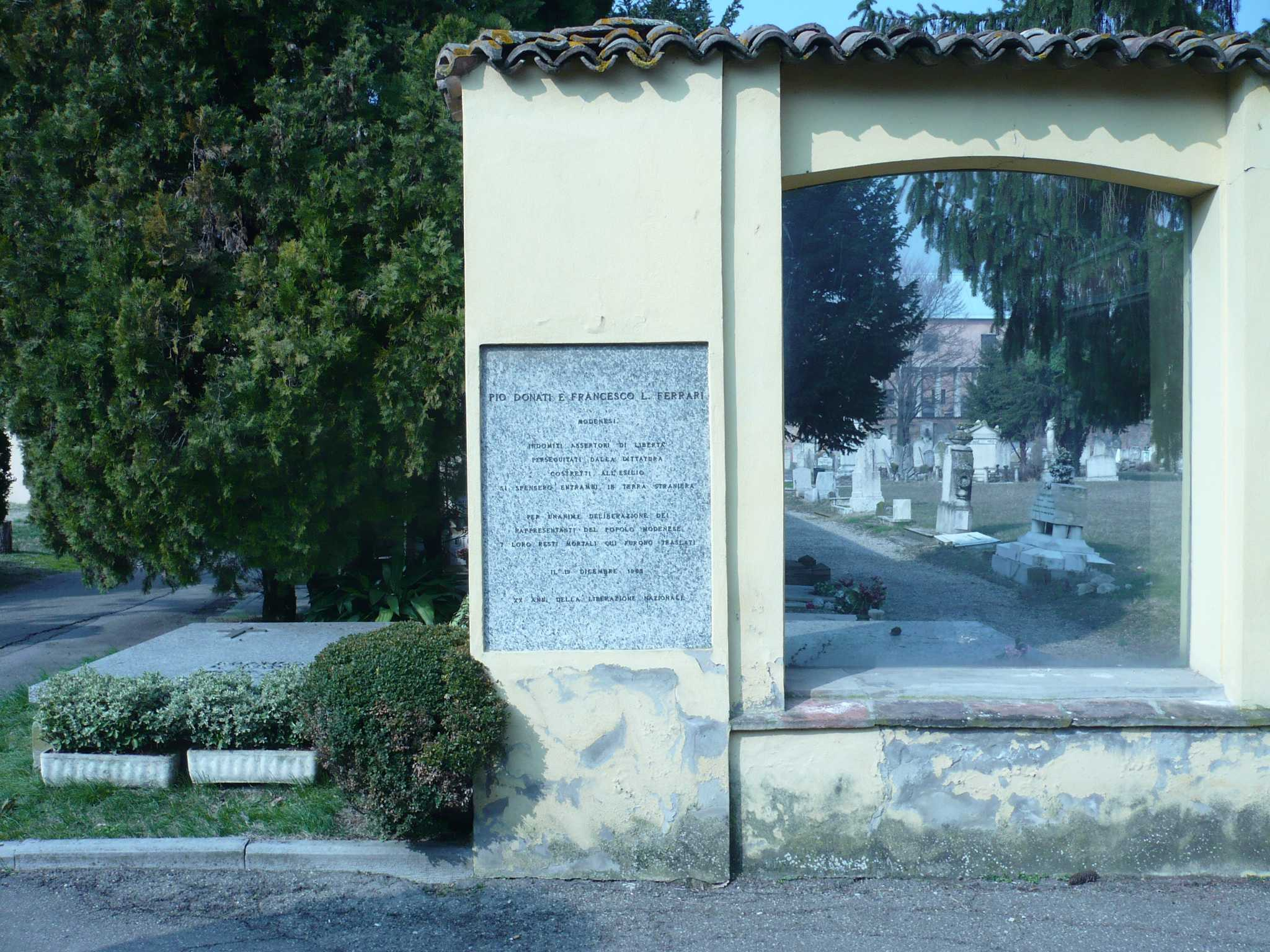
Tombe di Pio Donati a destra e Francesco Luigi Ferrari a sinistra

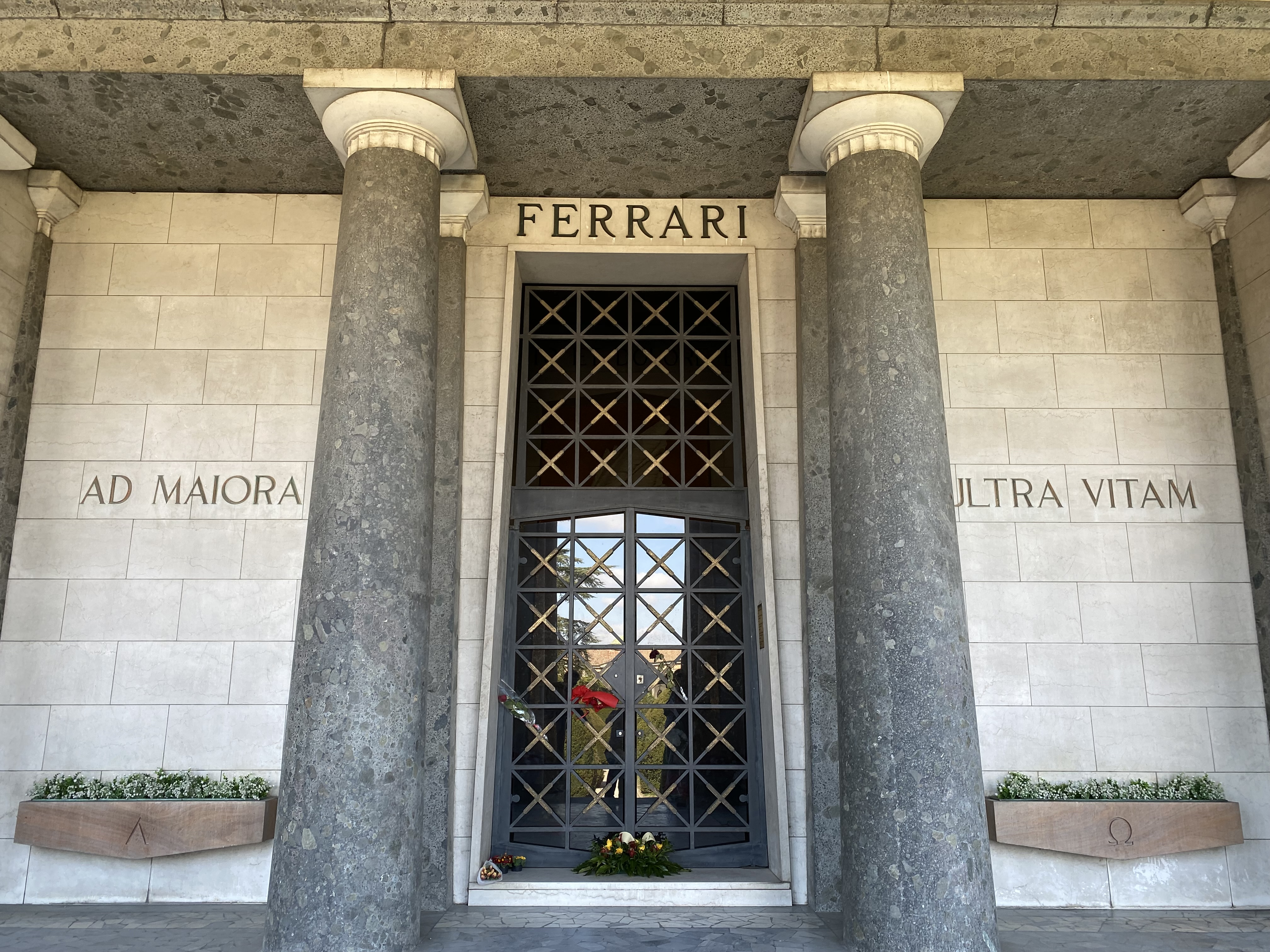
La cappella di Enzo Ferrari

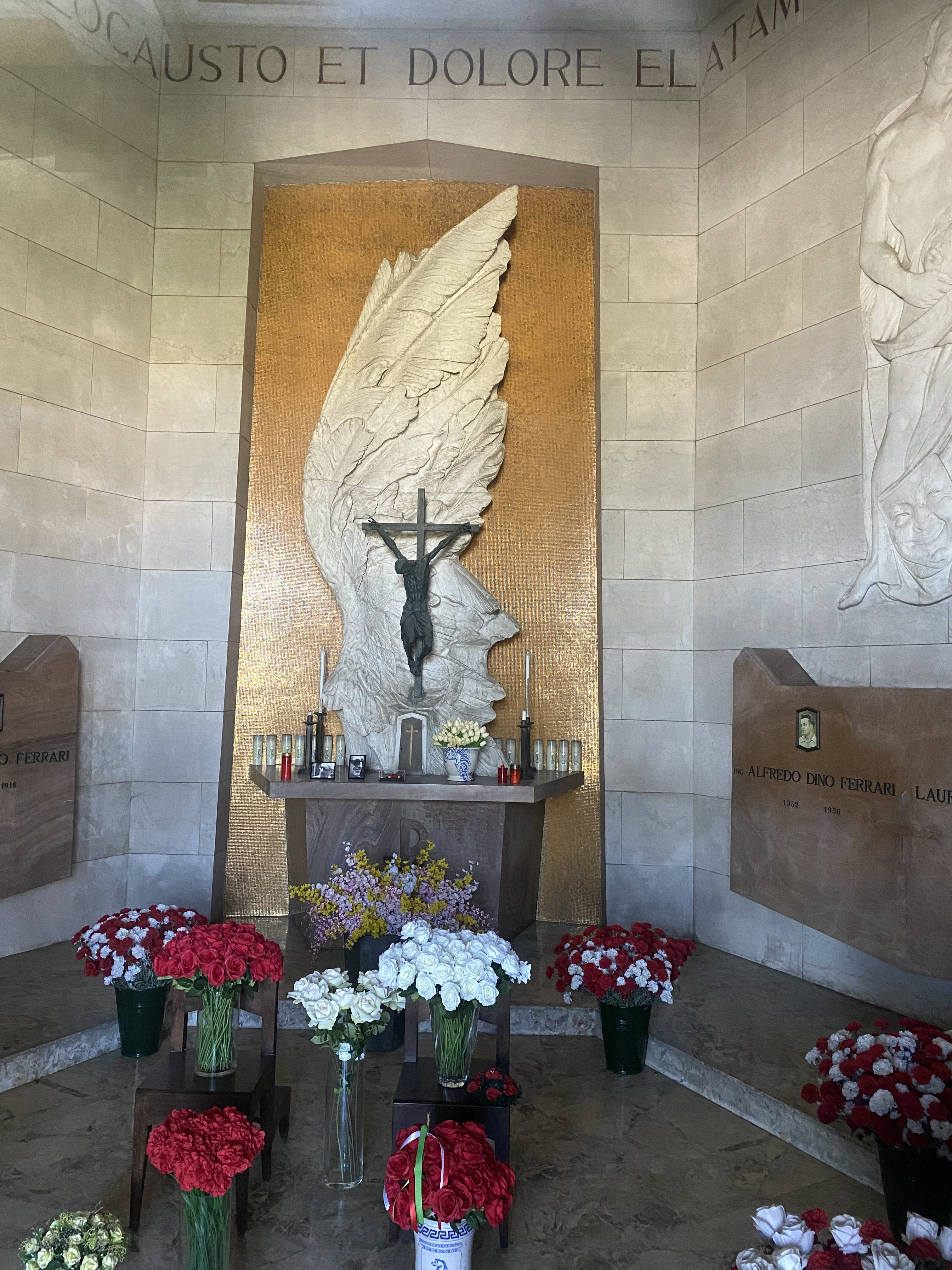
La cappella di Enzo Ferrari

Nella parte storica del cimitero sono presenti tombe di illustri cittadini di Modena:
- Enzo Ferrari, costruttore automobilistico e il figlio Dino
- Alejandro de Tomaso, corridore automobilistico e industriale
- Nicola Fabrizi, patriota
- Virginia Reiter, attrice
- Alberto Braglia, ginnasta olimpico
- Paolo Ferrari, commediografo
- Telesforo Fini, imprenditore
- Alfeo Corassori, sindaco
- Pio Donati, politico
- Francesco Luigi Ferrari, politico
- Giuseppe Panini, imprenditore
- Mirella Freni, soprano
- Nicolai Ghiaurov, basso
- Pier Camillo Beccaria, politico, architetto e urbanista
- Mario Del Monte, politico
- Maino Neri, allenatore e calciatore
- Rubes Triva, politico

È altresì presente una cappella dedicata ai cadetti dell'Accademia Militare di Modena.
Cappella Enzo Ferrari
All'interno sulla sinistra sono sepolti la madre Adalgisa Bisbini (1872-1965) e il fratello maggiore Alfredo Dino (1896-1916). Alla destra si trovano il primo figlio Dino (1932-1956) e la moglie Laura Garello (1900-1978). Dietro sulla sinistra Enzo Ferrari (1898-1988) e il padre Alfredo (1859-1916).

## Cimitero ebraico

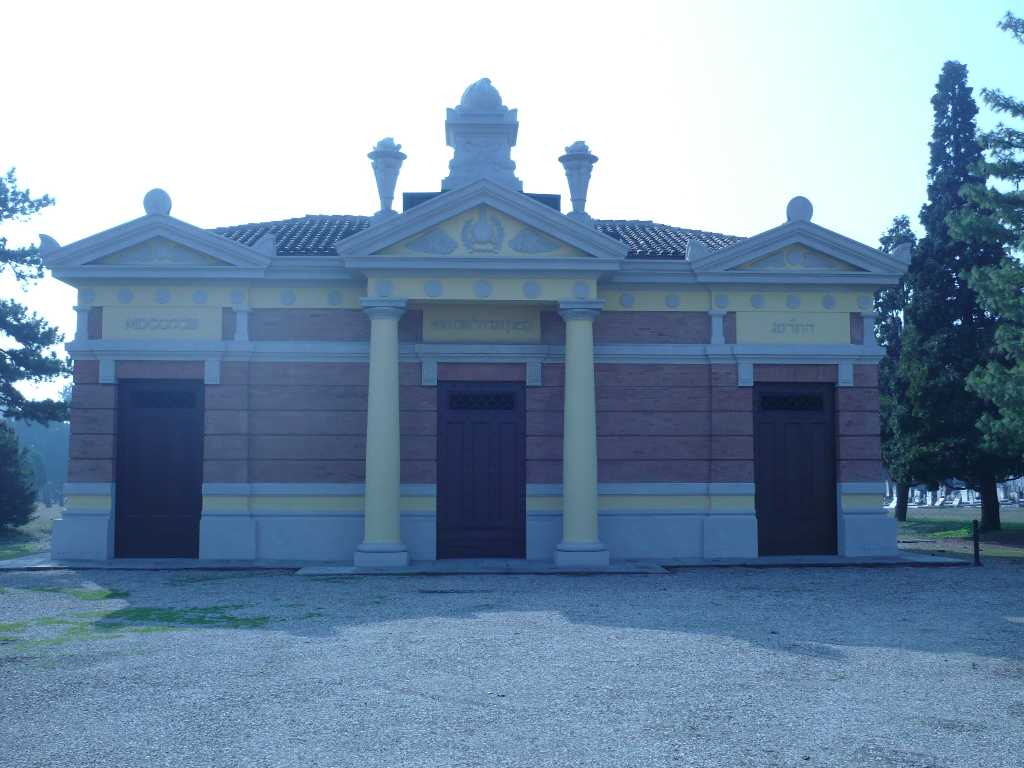
Cimitero ebraico di Modena

Tra le due sezioni storica e nuova del cimitero, è posto un edificio del 1903 che ospita il cimitero della comunità ebraica di Modena.
Da un punto di vista architettonico, l'edificio ebraico funge da giunzione e contemporaneamente da separazione tra l'antico e il moderno.

## Cimitero nuovo

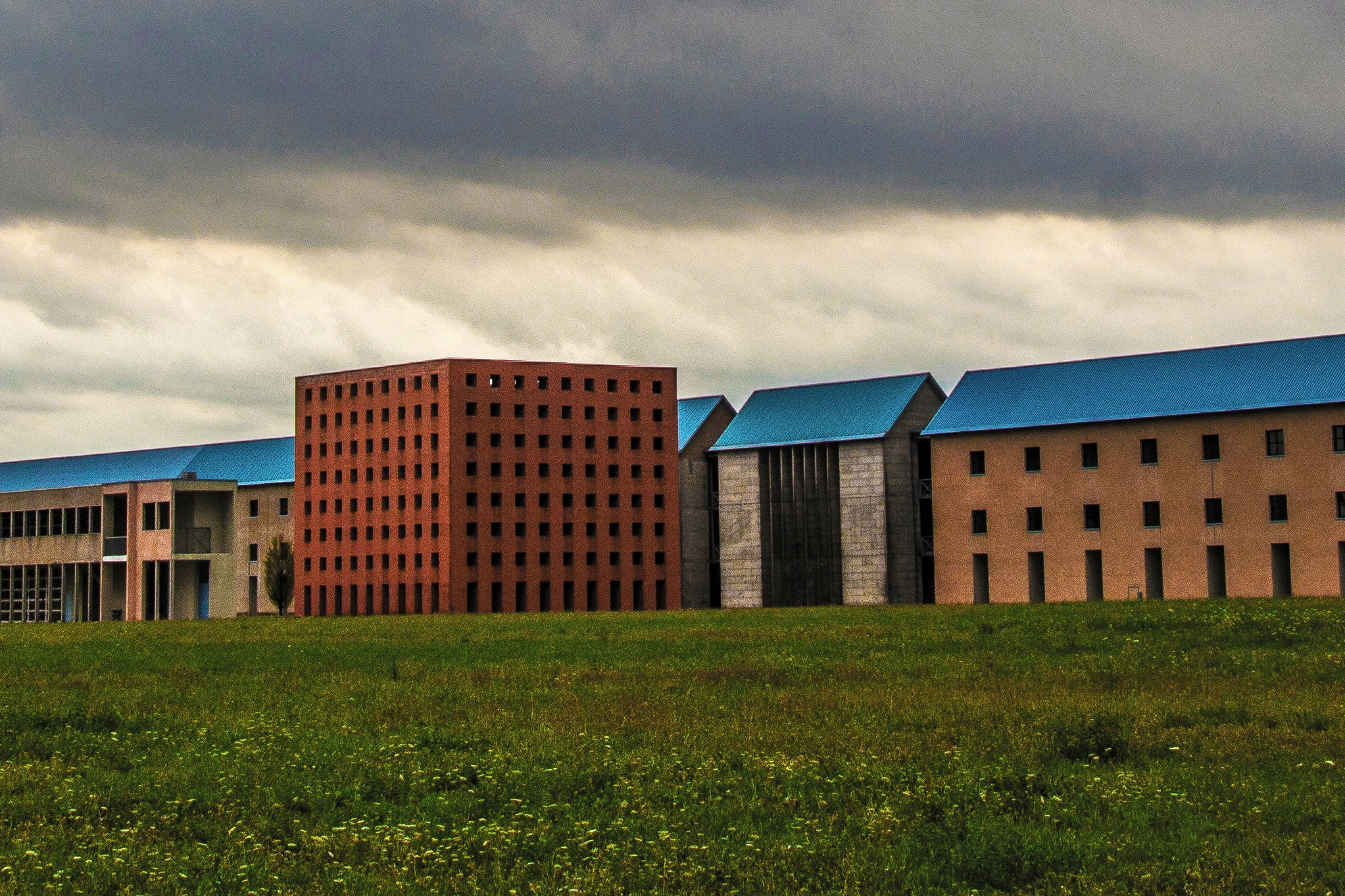
Cimitero moderno

La parte moderna del cimitero venne progettata nel 1971, in stile razionalista-metafisico con linee essenziali e pulite, dall'architetto Aldo Rossi e Gianni Braghieri, con uno studio denominato L'azzurro del cielo, in seguito parzialmente modificato nel 1976.
Il complesso, inaugurato nel 1987 e non ancora completato dopo oltre 50 anni, è caratterizzato al centro del cortile da un alto edificio di forma cubica in calcestruzzo colorato in rosso, che rappresenta il cimitero come  "casa dei morti" in contrapposizione alla "casa dei vivi", ossia la città.
L'architettura rettangolare è completamente cava all'interno ed è contraddistinta da sette linee orizzontali di finestre quadrate, di due metri per lato, disposte in nove colonne verticali (totale 63 finestre per ogni facciata) destinato ad ossario quadrate (totale e un'alta copertura con falde spioventi)
. Le tombe della parte nuova sono disposte intorno al cortile in una lunga struttura a due piani con tetti azzurri che richiama il cimitero vecchio, ma con linee moderne.
Il progetto originale prevedeva anche la realizzazione di un cono tronco in cemento alto 25 metri, diametro compreso tra i 16 metri della base e i 5,5 metri del culmine. Tale struttura, ispirata al pantheon e dedicata alla celebrazione delle cerimonie funebri (sia religiose sia laiche), non è però ancora stata realizzata.
Tra il "cubo" e il "cono" era altresì prevista la realizzazione di una "spina centrale" di congiunzione tra i due elementi geometrici. Tale elemento, non ancora realizzato, avrebbe dovuto essere composto da una serie di 14 parallelepipedi larghi due metri, ma con lunghezza ed altezza inversamente proporzionale compresa tra 4,5 e 11,5 metri.